# NK Poštar Zagreb
Nogometni klub Poštar bio je nogometni klub iz Zagreba. 

## Povijest
Klub je nekoliko puta bio obnavljan. Osnovan je 18. rujna 1919. kao Hrvatski poštanski sportski klub na inicijativu zagrebačkih poštara Stjepana Kolibaša i Josipa Pazmana. Klub je treninge imao na igralištu HAŠK-a u Maksimiru.  Klub je imao nogometnu, turističku, šahovsku, stolnotenisku i plivačku sekciju. Povodom 10. godišnjice izdana je 1929. godine spomen-knjiga.
Tijekom zimske stanke sezone 1929./30., prestao se natjecati u natjecanjima Zagrebačkog podsaveza, premda je i dalje imao nogometni odjel. Obnovljen je u NDH 1945. kao Fizkulturno družtvo Poštar kao klub radnika i namještenika PTT-a i krugovala.
Poštar se 1946. spojio s Lokomotivom (bivšim Željezničarom) iz Zagreba. Ponovo je obnovljen kao samostalni klub 1949. godine. Konačno je ugašen 9. ožujka 1964. godine.

## Istaknuti djelatnici
- Koloman Arkus[1][3]
- Ulrih Greiner[1][3]

## Poznati igrači
- Otto Bobek[5]
- Vladimir Čonč
- Ivan Ožegović[6]
- Milan Šulenta (po odlasku u Mostar ondje je osnovao klub istog imena)[7]
- Branko Zebec[8]
- Josip Krnić (i igrač i trener)[9]
- Ivan "Đalma" Marković[10]
- Franjo Andročec[4]
- Đuka Strugar[11]

## Vanjske poveznice
- NK Maksimir  Arhivirana inačica izvorne stranice od 9. lipnja 2007. (Wayback Machine) Grb NK Poštara